# Фрайер, Кристиан Фридрих
Кристиан Фридрих Фрайер (Christian Friedrich Freyer) — немецкий энтомолог.

## Биография
Ещё будучи ребёнком, Фрайер интересовался бабочками. В 1820 году он переселился из Вассертрюдингена в Аугсбург, где получил место протоколиста в магистрате. По сообщениям современников, в Аугсбурге он собирал с неутомимым усердием в своё свободное время множество самых различных видов бабочек. Через 8 лет проживания в Аугсбурге Фрайер начал издавать свои лепидоптерологические публикации. В качестве хранителя экспозиции по энтомологии Фрайер заботился об энтомологической коллекции основанного в 1846 году в Аугсбурге Естественноисторического союза, сегодняшний Естественнонаучный союз Швабии.
Фрайер впервые описал 245 видов бабочек, из них 193 вида ночных мотыльков и 52 вида дневных бабочек. Его наследие хранится в Зенкенбергском музее.

## Труды
- 1828- 1830: Beiträge zur Geschichte europäischer Schmetterlinge mit Abbildungen nach der Natur.
- 1833- 1858: Neuere Beiträge zur Schmetterlingskunde mit Abbildungen nach der Natur.
- 1839: Die schädlichsten Schmetterlinge Deutschlands für Forstmänner, Lehrer, Oekonomen, Gartenbesitzer und Volksschulen.
- Die Falter der Merian. Systematisch bestimmt und erläutert und mit Anmerkungen versehen von C. F. Freyer in Augsburg.
- 1858: Die Falter in der Umgebung des kgl. Lustschlosses Hohenschwangau.
- 1860: Die Falter um Augsburg.